# Henry Stafford (mort en 1471)
Pour les articles homonymes, voir Henry Stafford.
Henry Stafford (vers 1425 – 4 octobre 1471) est un aristocrate anglais.

## Biographie

### Jeunesse et mariage
Né vers 1425, Henry Stafford est le deuxième fils d'Humphrey Stafford, 1er duc de Buckingham, et de son épouse Anne Neville. Destiné à devenir un simple chevalier, il obtient toutefois le 6 avril 1457 une dispense papale pour épouser sa riche cousine Marguerite Beaufort, la veuve d'Edmond Tudor, 1er comte de Richmond. Les noces sont célébrées le 3 janvier 1458 dans le château du père d'Henry à Maxstoke dans le Warwickshire. Le père d'Henry accorde dans son testament au couple des terres d'une valeur de 400 marcs, même si l'essentiel des revenus du couple provient de Marguerite.
Henry et Marguerite sont tous deux des partisans de la maison de Lancastre pendant le début de la guerre des Deux-Roses. Toutefois, après la victoire de la maison d'York à la bataille de Towton le 29 mars 1461, Henry figure dans le camp des vaincus et se soumet rapidement au roi Édouard IV, qui lui accorde son pardon le 25 juin 1461. Le couple perd cependant la garde du fils de Marguerite, le jeune Henri Tudor, dont la garde est achetée par Édouard IV pour la somme de 1 000 livres et confiée à son allié William Herbert afin de pourvoir à son éducation et de lui trouver une épouse.

### Au service de la maison d'York
En 1466, Édouard IV accorde à Henry Stafford et à son épouse le manoir de Woking dans le Surrey, peut-être à l'occasion des noces du neveu d'Henry, Henry Stafford, 2e duc de Buckingham. Abandonnant sa précédente résidence à Bourne dans le Lincolnshire, le couple s'établit à Woking où il demeure principalement. Atteint d'érysipèle, Henry Stafford doit cependant déléguer certaines de ses responsabilités à son receveur-général Reginald Bray. Les registres et les lettres personnelles du couple montrent en revanche une bonne entente entre Henry et Marguerite, en dépit de leur importante différence d'âge. La proximité de Woking avec Londres permet à Henry Stafford d'être plus présent politiquement : il est convoqué au conseil royal à Mortlake en mai 1467 et se rend à Londres avec son épouse en mai 1468 pour entendre le désir d'Édouard IV d'envahir la France. 
Le couple reçoit fréquemment des visites à Woking. Ainsi, le frère cadet d'Henry, John, vient régulièrement y chasser et jouer aux cartes. Par ailleurs, Édouard IV visite le manoir pendant une chasse le 20 décembre 1468 et dîne ensuite avec Henry et Marguerite dans leur pavillon de chasse à Brookwood. Même s'il ne bénéficie pas autant de la confiance royale que son frère John, qui est créé comte de Wiltshire le 5 janvier 1470 alors qu'il ne demeure qu'un simple chevalier, Henry Stafford reste loyal à Édouard IV et, malgré sa maladie, figure au sein de son armée lors de la bataille de Losecoat Field le 12 mars suivant. Après la bataille, il se rend au manoir de Marguerite Beauchamp, la mère de son épouse, à Maxey dans le Cambridgeshire pour l'informer de l'exécution de son beau-fils Richard Welles pour son implication dans la récente rébellion dans le Lincolnshire.

### Restauration de la maison de Lancastre
Ironiquement, Henry Stafford figure avec son frère John parmi les personnalités arrêtées au début du mois d'octobre 1470 pour leur association passée avec Édouard IV lorsque la maison de Lancastre est restaurée sur le trône. Néanmoins, il est rapidement libéré après que son épouse ait adressé une pétition au roi Henri VI. Simultanément, Marguerite Beaufort effectue ses retrouvailles avec son fils Henri Tudor ainsi qu'avec son beau-frère Jasper Tudor, 1er comte de Pembroke, qui avait été contraint à l'exil après la victoire de la maison d'York en 1461. Accompagnée de sa famille, Marguerite se rend à Londres le 27 octobre, où elle est reçue à Westminster par le chambellan Richard Tunstall et est conviée à dîner par son cousin Henri VI. Henri Tudor demeure quelque temps auprès d'elle, avant de retourner le 11 ou 12 novembre au pays de Galles auprès de son oncle Jasper.
En novembre et décembre 1470, Henry Stafford et son épouse ont une douzaine d'entrevues à Baynard's Castle avec Georges Plantagenêt, 1er duc de Clarence, dans le but d'obtenir au nom d'Henri Tudor la rétrocession du comté de Richmond, donné à Georges par Édouard IV en 1462. Marguerite avait déjà essayé d'entrer en contact avec Georges à ce sujet en août 1469. Il n'est d'ailleurs pas impossible que la rencontre du couple avec Henri VI ait servi de prélude à l'ouverture de discussions concernant le futur du comté de Richmond. Après des négociations difficiles, le couple obtient de Georges la promesse que le comté de Richmond sera restitué à Henri Tudor après sa mort, mais Henry et Marguerite ne renoncent pas pour autant à un éventuel jugement en faveur d'Henri, constamment désigné dans leurs archives sous le titre de « Lord Richmond ».

### Bataille de Barnet et mort
Le 14 mars 1471, Édouard IV débarque à Ravenspurn dans le Yorkshire afin de reconquérir le trône d'Angleterre. Les maisons de Lancastre et d'York mobilisent chacune leurs troupes pour se préparer à l'affrontement final. Entre le 24 et le 28 mars, Henry Stafford reçoit la visite à Woking du cousin de son épouse, Edmond Beaufort : ce dernier espère qu'il combattra au nom de la maison de Lancastre. Mais Henry diffère sa réponse et rejoint subitement le 12 avril à Londres l'armée d'Édouard IV avec son intendant John Gilpyn, peut-être dans le but de protéger sa famille dans l'éventualité d'une victoire yorkiste. En prévision des combats à Barnet, il rédige son testament le 13 avril et y mentionne longuement son épouse. Le lendemain, Henry Stafford prend part à la bataille, qui s'achève par une victoire décisive de la maison d'York et la restauration d'Édouard IV.
Toutefois, Henry Stafford est grièvement blessé au cours des combats et ne retourne pas à Londres avec l'armée yorkiste victorieuse. Alarmée par son absence, Marguerite Beaufort se rend à Londres le 17 avril et envoie plusieurs serviteurs sur le champ de bataille pour retrouver Henry. Ramené à Woking pour y être soigné, il ne survit pas à ses blessures et meurt le 4 octobre 1471. Deux jours avant sa mort, il avait modifié son testament et demandé à être inhumé à Pleshey, dans l'Essex. Soucieuse de s'attirer les bonnes grâces d'Édouard IV, Marguerite Beaufort se remarie dès le mois de juin 1472 avec Thomas Stanley. En prévision de ce mariage, elle rédige en mai 1472 son testament et précise vouloir être inhumée aux côtés de son premier époux Edmond Tudor, en dépit de la relation étroite qu'elle a entretenue avec Henry Stafford pendant leurs treize ans de mariage.

## Postérité
Henry Stafford est un personnage secondaire de la série Cousins’ War de Philippa Gregory. Il est interprété par Michael Maloney dans l'adaptation télévisée intitulée The White Queen. La relation entre Henry Stafford et Marguerite Beaufort est décrite comme tendue, principalement à cause de l'exaspération d'Henry face à la nature fanatique de son épouse et son adhésion ardente à la cause lancastrienne.